# Автанділ Ксантопулос
Автанділ Ксантопулос (грец. Αφταντίλ Ξανθόπουλος; нар. 16 листопада 1971, Кутаїсі, Грузинська РСР) — грецький борець вільного стилю грузинського походження, бронзовий призер чемпіонату Європи, дворазовий чемпіон та бронзовий призер Середземноморських ігор, бронзовий призер чемпіонату світу серед військовослужбовців, учасник Олімпійських ігор.

## Життєпис
Боротьбою почав займатися з 1986 року.
Виступав за борцівський клуб «Іракліс» Афіни. Тренер — Йорго Афанассіаді.
25 лютого 2015 року був заарештований співробітниками поліції Управління боротьби зі злочинами, скоєними проти власності (відділ безпеки Аттики). Він очолював «Банду десяти», яка скоювали крадіжки та грабежі в будинках по всій Аттиці. Угруповання складалося з чоловіків і жінок, вихідців з Грузії. Роль жінок полягала в тому, що працюючи в будинках домашньою прислугою або приватними медсестрами, вони займалися збором інформації про свої жертви, а саме — про пересування власників, їх фінансову спроможність та наявність сигналізації в помешканні. Банда спеціалізувалася в основному на грабежі літніх людей. Здобувши необхідну інформацію, жінки передавали її іншим членам банди, щоб полегшити їхні дії. До моменту дати початку попереднього розслідування з'ясувалося, що затримані скоїли, щонайменше, два пограбування, використовуючи препарати і таблетки снодійного. В цілому, поліцейськими були встановлені, щонайменше дев'ять випадків пограбувань та крадіжок зі зломом, що мають характерний «почерк».

## Спортивні результати на міжнародних змаганнях

### Виступи на Олімпіадах
| Змагання                    | Збірна | Вагова категорія          | Місце |
| --------------------------- | ------ | ------------------------- | ----- |
| Літні Олімпійські ігри 2000 | Греція | вільна боротьба, до 97 кг | 5     |

### Виступи на Чемпіонатах світу
| Змагання                        | Збірна | Вагова категорія          | Місце |
| ------------------------------- | ------ | ------------------------- | ----- |
| Чемпіонат світу з боротьби 1997 | Греція | вільна боротьба, до 97 кг | 11    |
| Чемпіонат світу з боротьби 1998 | Греція | вільна боротьба, до 97 кг | 11    |
| Чемпіонат світу з боротьби 1999 | Греція | вільна боротьба, до 97 кг | 4     |
| Чемпіонат світу з боротьби 2002 | Греція | вільна боротьба, до 96 кг | 4     |
| Чемпіонат світу з боротьби 2003 | Греція | вільна боротьба, до 96 кг | 19    |

### Виступи на Чемпіонатах Європи
| Змагання                         | Збірна | Вагова категорія          | Місце  |
| -------------------------------- | ------ | ------------------------- | ------ |
| Чемпіонат Європи з боротьби 1996 | Греція | вільна боротьба, до 90 кг | 10     |
| Чемпіонат Європи з боротьби 1998 | Греція | вільна боротьба, до 97 кг | Бронза |
| Чемпіонат Європи з боротьби 1999 | Греція | вільна боротьба, до 97 кг | 10     |
| Чемпіонат Європи з боротьби 2000 | Греція | вільна боротьба, до 97 кг | 4      |
| Чемпіонат Європи з боротьби 2001 | Греція | вільна боротьба, до 97 кг | 16     |
| Чемпіонат Європи з боротьби 2002 | Греція | вільна боротьба, до 96 кг | 14     |
| Чемпіонат Європи з боротьби 2003 | Греція | вільна боротьба, до 96 кг | 8      |
| Чемпіонат Європи з боротьби 2005 | Греція | вільна боротьба, до 96 кг | 13     |
| Чемпіонат Європи з боротьби 2006 | Греція | вільна боротьба, до 96 кг | 7      |

### Виступи на Середземноморських іграх
| Змагання                    | Збірна | Вагова категорія          | Місце  |
| --------------------------- | ------ | ------------------------- | ------ |
| Середземноморські ігри 1997 | Греція | вільна боротьба, до 97 кг | Золото |
| Середземноморські ігри 2001 | Греція | вільна боротьба, до 97 кг | Золото |
| Середземноморські ігри 2005 | Греція | вільна боротьба, до 96 кг | Бронза |

### Виступи на інших змаганнях
| Змагання                                                  | Збірна | Вагова категорія          | Місце  |
| --------------------------------------------------------- | ------ | ------------------------- | ------ |
| Гран-прі Німеччини з боротьби 2001                        | Греція | вільна боротьба, до 97 кг | Срібло |
| Чемпіонат світу з боротьби серед військовослужбовців 2002 | Греція | вільна боротьба, до 96 кг | Бронза |
| Гран-прі Німеччини з боротьби 2007                        | Греція | вільна боротьба, до 96 кг | 5      |